# Gregor Samsa (banda)
Gregor Samsa es una banda de post-rock originaria de Richmond, Virginia, Estados Unidos, liderada por Champ Bennett. Formada en el 2000, toma el nombre del protagonista del relato La metamorfosis de Franz Kafka.
El sonido de la banda se encuentra dentro del espectro del post-rock, aunque se distingue de la mayoría de grupos del género en que emplea voces cantadas, una característica que los relaciona con otros géneros como el shoegaze y el slowcore. 

## Miembros actuales
- Champ Bennett: guitarra, piano, voces.
- Billy Bennett: batería, vídeo, samples.
- Nikki King: teclado, voces.
- Jeremiah Klinger: guitarra, clarinete, theremin.
- Cory Bise: bajo
- Bobby Donne: sintetizadores
- Mike Ashley: batería
- Mia Matsumiya: violín

## Antiguos miembros y otras contribuciones
- Brandon Evans: guitarra, teclado, lap steel.
- Jason LaFerrera: bajo
- Earl Yevak: batería
- Bobby Donne: bajo
- Rick Alverson: guitarra
- Jason Wood: bajo
- Eric Yevak: guitarra
- Amber Blankenship: violín, violonchelo.
- Jon Sullivan: contrabajo
- Nick Wurz: bajo
- Nathan Altice: guitarra, teclado.
- Tony Thaxton: batería
- Toby Driver: clarinete, vibráfono.

## Discografía

### Álbumes
- 55:12 (2006)
- Rest (2008)
- Over Air (2009)

### EP
- Gregor Samsa (2002)
- 27:36 (2003)
- 27:36+2dot (2004)

### Otros
- Split con The Silent Type (2001).
- Split con Red Sparowes (2005).